# Eye-Trek
Eye-Trekは1998年にオリンパスから販売されたヘッドマウントディスプレイ(HMD)である。

## 概要
「フリーシェイプト・プリズム」の開発により、2mの距離から62型画面を見ているのに相当する水平35度、垂直26.6度の画角で偏心自由曲面光学系を取り入れたことで軽量（約110g）でありながら広い画角を実現した。また「シーアラウンド機能」により、外部視野を充分確保して装着状態で周囲の状況を把握できる。1990年代半ばにはバーチャルボーイ、グラストロン、ダイノバイザー等、各社から相次いでヘッドマウントディスプレイが発売され、その中でも後発で完成度が高かった。

## 機種
FMD011F
ノーマル画面＜4:3＞対応
FMD-100
ノーマル画面＜4:3＞対応
FMD-200
ノーマル画面＜4:3＞対応
FMD-220
ノーマル画面＜4:3＞対応
FMD-20P
プレイステーション2専用モデル
FMD-150W
ワイド画面＜16:9＞対応
FMD-250W
ワイド画面＜16:9＞対応
FMD-700
72万画素相当の高画質